# Chemin du Roy
Der Chemin du Roy (franz. für „Königsweg“) ist eine historische Straße in der kanadischen Provinz Québec. Sie führt am Nordufer des Sankt-Lorenz-Stroms entlang und verbindet Repentigny (bei Montreal) mit der Stadt Québec. Die Straße ist 280 Kilometer lang und folgt im Wesentlichen der heutigen Route 138.

## Geschichte
1706 beschloss der Große Rat (conseil supérieur) der französischen Kolonie Neufrankreich den Bau einer Straße, welche die Siedlungen am Nordufer des Sankt-Lorenz-Stroms miteinander verbinden sollte. Die Bauarbeiten, die 1731 begannen, standen unter der Leitung des Straßenbaumeisters (grand voyer) Eustache Lanouiller de Boisclerc. Nach ihrer Fertigstellung im Jahr 1737 war die Straße 280 Kilometer lang und 7,4 Meter breit; sie führte durch 37 Grundherrschaften (seigneuries). Damals war der Chemin du Roy die längste Straße Amerikas nördlich des Rio Grande.
Im Winter war die Straße, die über 24 (später 29) Poststationen verfügte, konkurrenzlos, da auf dem zugefrorenen Sankt-Lorenz-Strom keine Dampfschiffe verkehren konnten. Nach der Eröffnung von Eisenbahnlinien (1854 am Südufer, 1879 am Nordufer) verlor der Chemin du Roy zunehmend an Bedeutung. Heute entspricht sein Verlauf weitgehend jenem der Route 138.

## Orte am Chemin du Roy

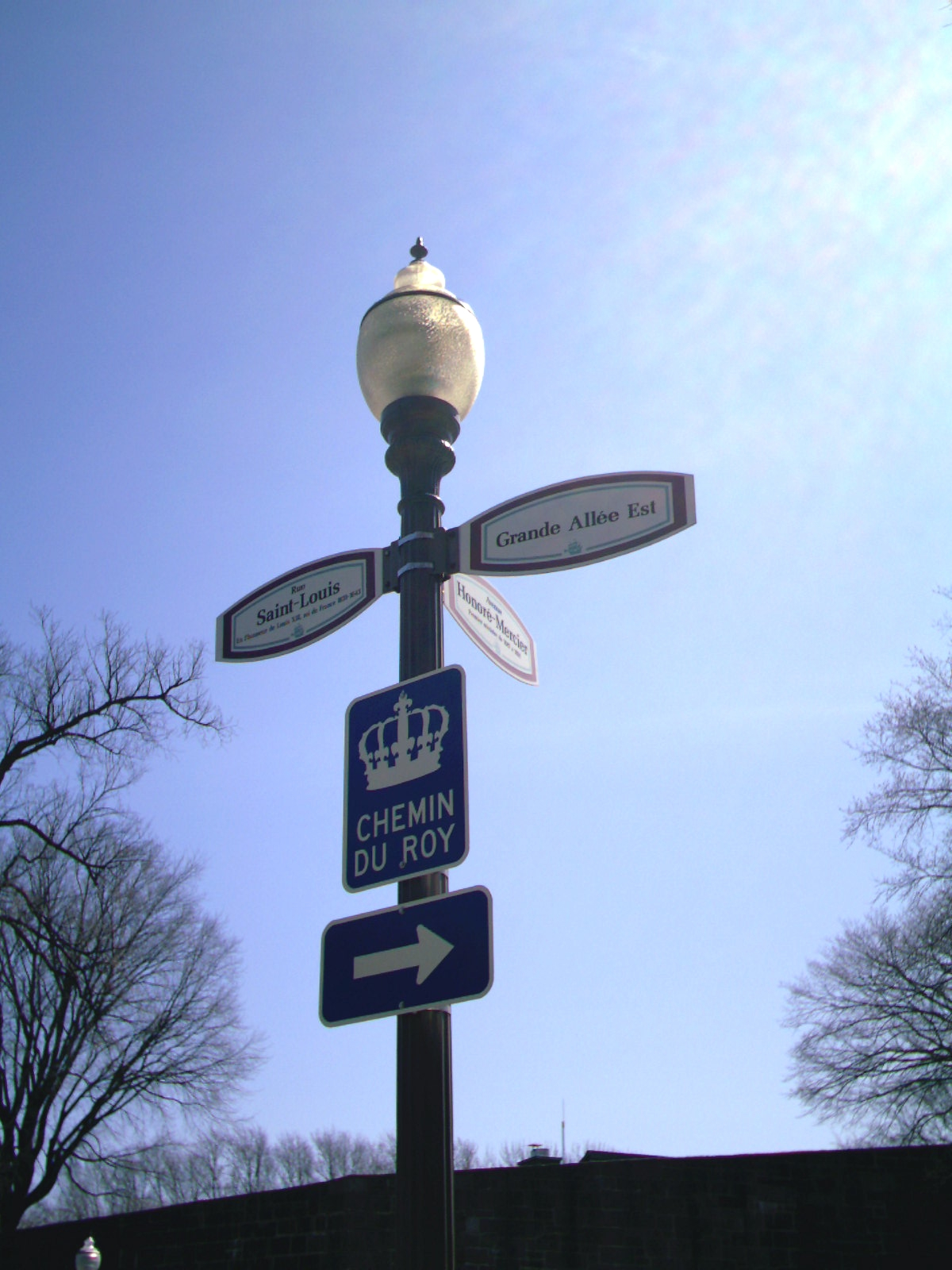
Hinweisschild für den Chemin du Roy in der Stadt Québec

Von West nach Ost:
- Repentigny
- Saint-Sulpice
- L’Assomption
- Lavaltrie
- Lanoraie
- Sainte-Geneviève-de-Berthier
- Berthierville
- Saint-Cuthbert
- Saint-Barthélemy
- Maskinongé
- Louiseville
- Yamachiche
- Trois-Rivières
- Champlain
- Batiscan
- Sainte-Anne-de-la-Pérade
- Deschambault-Grondines
- Portneuf
- Cap-Santé
- Donnacona
- Neuville
- Saint-Augustin-de-Desmaures
- Québec